# Avenella flexuosa
El heno o heno común (Avenella flexuosa), es una especie de planta de la familia Poaceae. Alcanza hasta 1 m de altura y sus ligeras cabezuelas aéreas se asientan bien sobre su follaje perenne empenachado.

## Caracteres
Hierba perenne por medio de rizomas, densamente cespitosa. Tallos erectos de 20-50 (-70) cm de altura, simples, lisos. Hojas setáceas, algo ásperas en la parte superior. Inflorescencia en panícula laxa de hasta 12 x 6 cm; espiguillas plateadas o algo púpureas, ligeramente comprimidas de 4–7 mm de longitud, con 2 (-3) flores; lema de 3–6 mm, con arista de hasta 5 mm. Fruto en cariopsis. Florece en primavera y verano.

## Hábitat
Muy frecuente en piornales aclarados así como en fisuras y repisas rocosas.

## Taxonomía
Esta especie fue descrita inicialmente como Aira flexuosa por Carlos Linneo y publicada en Species Plantarum 1: 65, en 1753, hasta la fecha, es tanto un sinónimo como el basónimo de la misma. Más adelante, sería transferida al género Deschampsia por Carl Bernhard von Trinius en Mémoires de l'Académie Impériale des Sciences de Saint-Pétersbourg. Sixième Série. Sciences Mathématiques, Physiques et Naturelles. Seconde Partie: Sciences Naturelles 1: 66, en 1836, nombre científico que también es un sinónimo actualmente; y ulteriormente, sería transferida al género Avenella por Salomon Thomas Nicolai Drejer en Flora Excursoria Hafniensis 32, en 1838.

#### Etimología
Véase: Avenella
flexuosa: epíteto latino que significa "curvada".

#### Subespecies
Comprende 8 subespecies aceptadas:
- Avenella flexuosa subsp. afromontana (C.E.Hubb.) Veldkamp, 2015
- Avenella flexuosa subsp. corsica (Tausch) Holub, 1988
- Avenella flexuosa subsp. flexuosa
- Avenella flexuosa subsp. iberica (Rivas Mart.) Valdés y H.Scholz, 2006
- Avenella flexuosa subsp. ligulata (Stapf) Veldkamp, 2015
- Avenella flexuosa subsp. maderensis (Hack. y Bornm.) Veldkamp, 2015
- Avenella flexuosa subsp. mairei (Sennen) F.Albers ex Veldkamp, 2015
- Avenella flexuosa subsp. stricta (Willk. y Lange) Veldkamp, 2015

## Galería

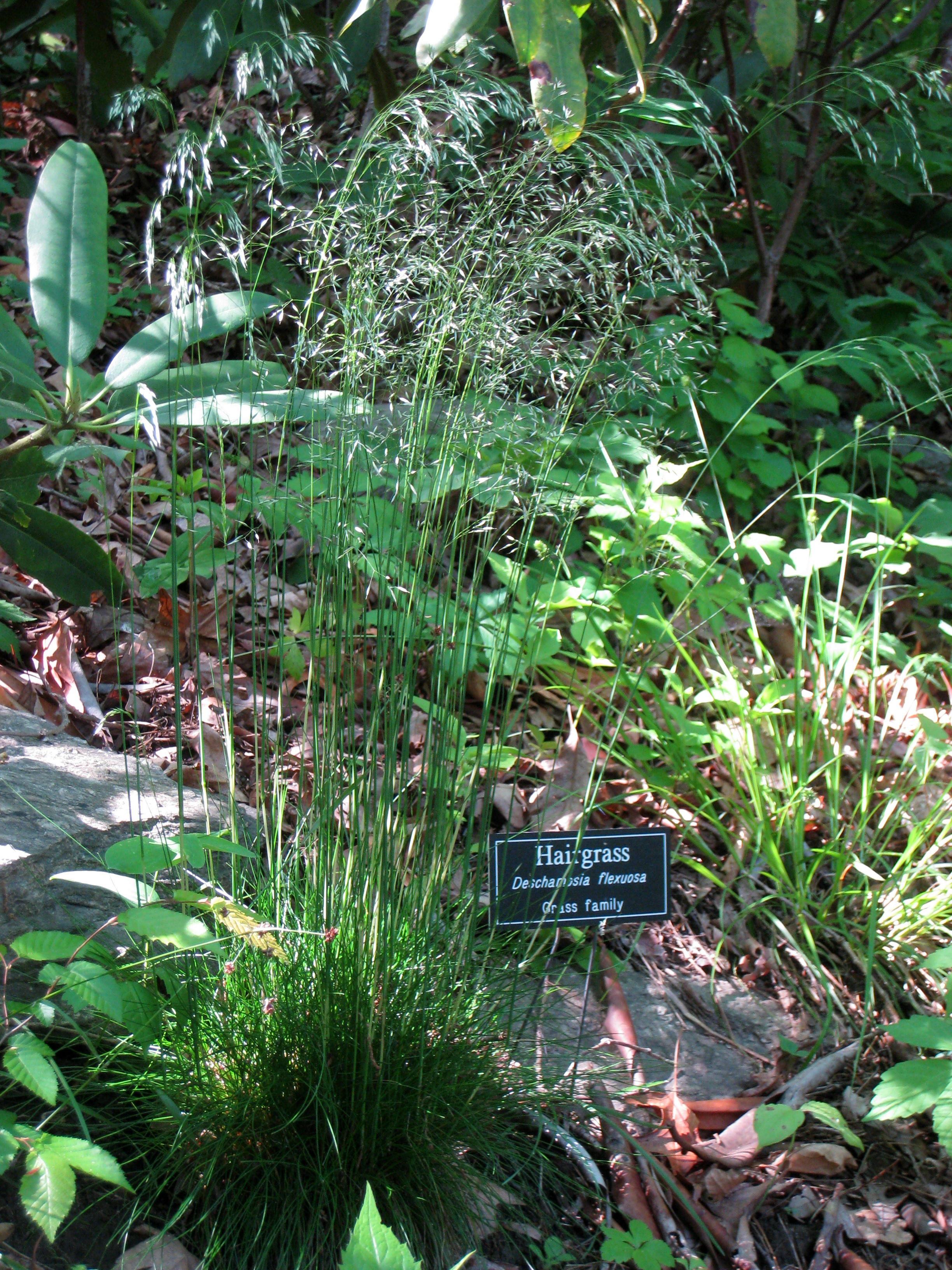
Vista de la planta
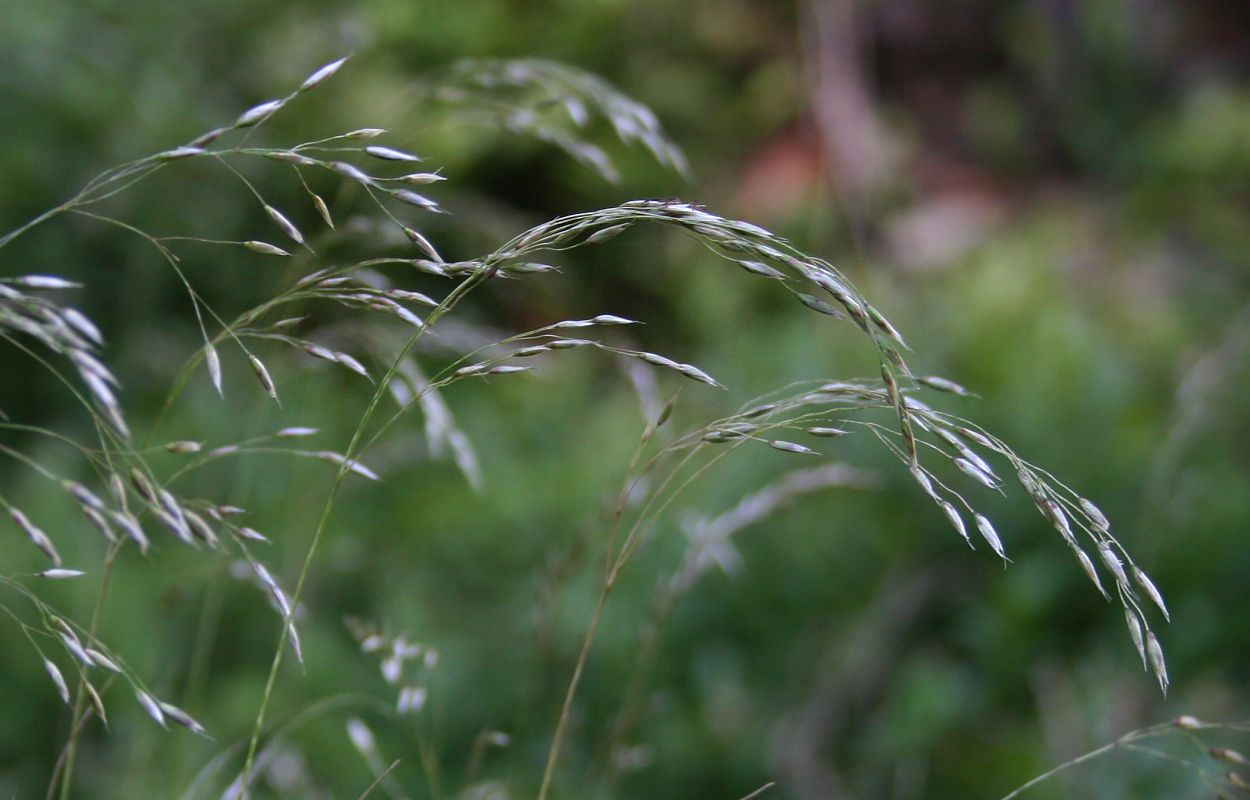
Detalle de la planta
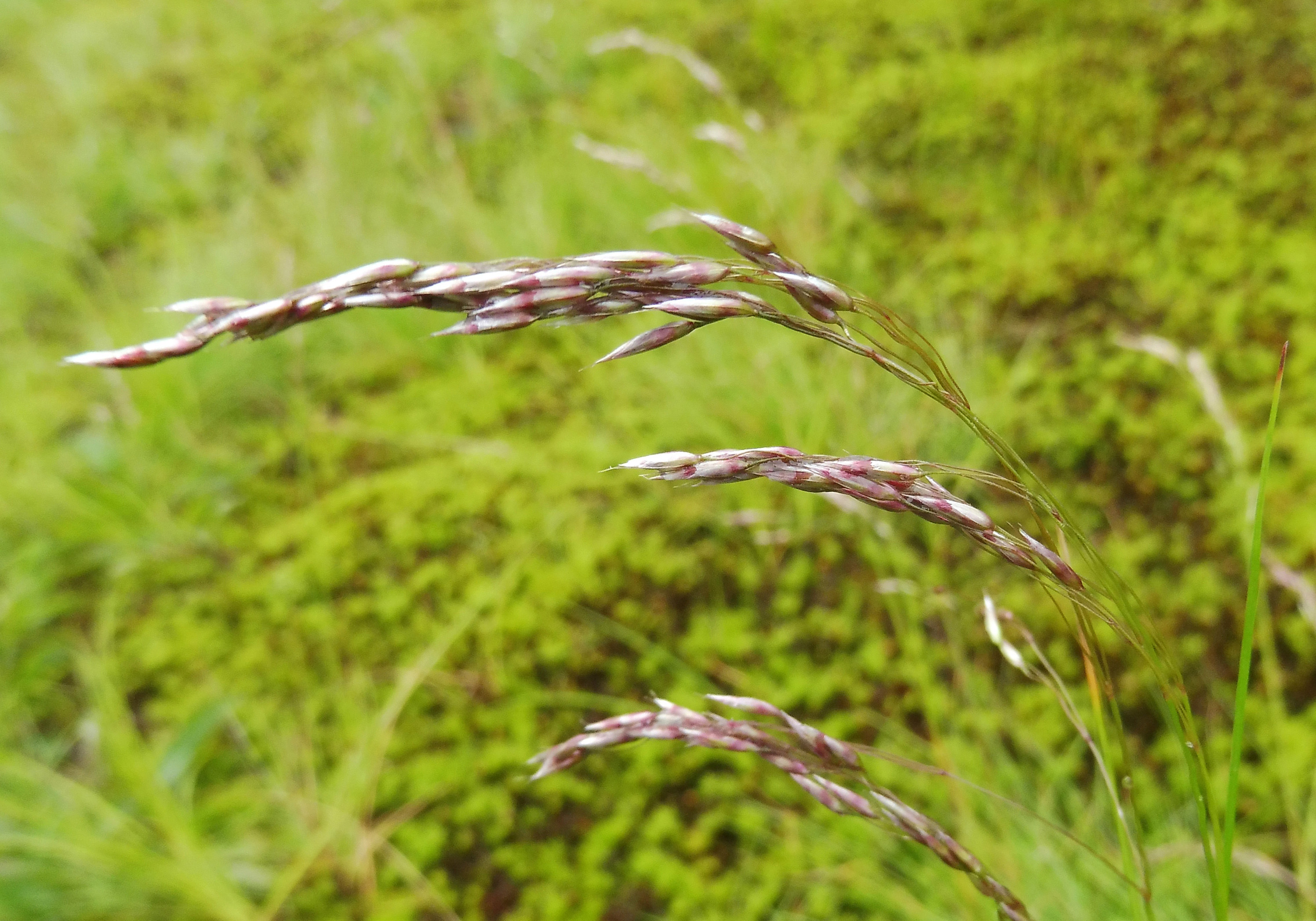
Inflorescencia madura
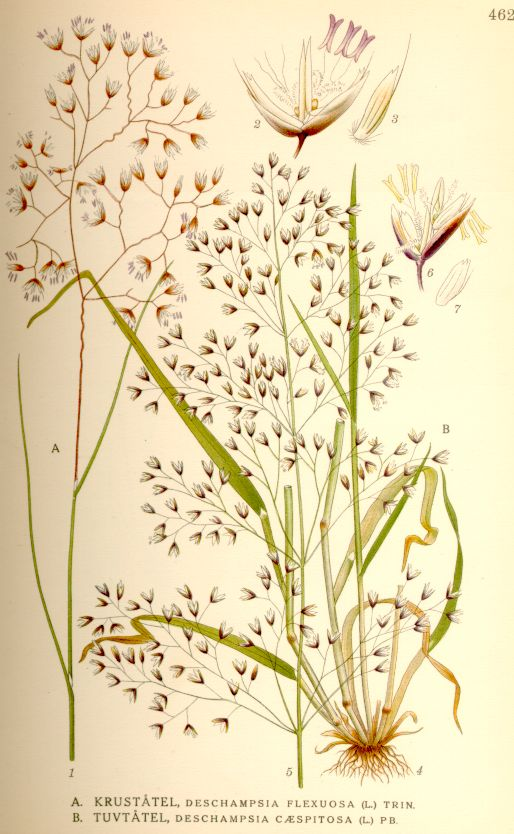
Ilustración de la especie (bajo el sinónimo Deschampsia flexuosa y erróneamente bajo la especie Deschampsia caespitosa) en Bilder ur Nordens Flora, Carl Axel Magnus Lindman, s. 426, Estocolmo (entre 1917 y 1926).